# Chlóraka
Chlóraka (grec moderne : Χλώρακα) est un village chypriote situé dans le district de Paphos et comptant plus de 5 356 habitants.